# Гирлингс-Саймонс, Дженнифер
Дженнифер Гирлингс-Саймонс (нидерл. Jennifer Geerlings-Simons; род. 5 сентября 1953, Парамарибо, Суринам) — суринамский врач и политик, занимающая должность президента Суринама с 16 июля 2025 года. Была председателем Национальной ассамблеи Суринама с 2010 по 2020 годы, став второй женщиной-председателем парламента страны. В 2024 году она стала лидером Национальной демократической партии. После победы её партии на всеобщих выборах 2025 года она была избрана президентом 6 июля 2025 года, став первой женщиной-президентом в истории страны.

## Биография
Саймонс впервые была избрана членом Национального собрания в 1996 году, представляя округ Парамарибо. Она занимала должность одного из вице-председателей Национальной демократической партии, основанной Дези Баутерсе. Возглавляла парламентскую фракцию с 2000 по 2006 год.
В апреле 2012 года оппозиция обвинила Саймонс в диктаторском поведении из-за решения запретить членам парламента ссылаться на закон об амнистии от апреля 2012 года во время обсуждения закона против преследования.
8 апреля 2020 года Саймонс была назначена руководителем Парламентской кризисной группы по борьбе с пандемией COVID-19 в Суринаме.
20 июня 2020 года Саймонс объявила о своём уходе из политики. Хотя она была избрана на всеобщих выборах 2020 года, в конечном итоге решила не занимать своё место. Стивен Цанг, занявший шестое место в списке НДП, впоследствии стал депутатом Национальной ассамблеи.
13 июля 2024 года она сменила Дези Баутерс на посту лидера Национальной демократической партии. В следующем году она привела партию к победе на всеобщих выборах. Партия сформировала коалиционное соглашение с пятью другими партиями, поддерживающими кандидатуру Гирлингс-Саймонс на пост президента. Вместе коалиции принадлежит 34 места, ровно две трети большинства, необходимого для избрания ее первым женским президентом Суринама без поддержки других партий. 3 июля Прогрессивная реформированная партия, руководившая правящей коалицией, заявила, что не выставит кандидата против Гирлингс-Саймонс. Никто больше не подал заявку кандидатом до установленного срока, обеспечив ей победу на выборах. 6 июля она была единогласно избрана президентом, а лидер НПР Грегори Русланд стал вице-президентом.

### Личная жизнь
В 1981 году Саймонс вышла замуж за Гленна Гирлингса. У них трое детей.
Гирлингс-Саймонс — врач, получила медицинское образование в Университете Антон де Ком в Суринаме, медицинский факультет.